# Шорсолинське сільське поселення
Шорсо́линське сільське поселення (рос. Шорсолинское сельское поселение) — муніципальне утворення у складі Куженерського району Марій Ел, Росія. Адміністративний центр — село Шорсола.

## Населення
Населення — 731 особа (2019, 797 у 2010, 819 у 2002).

## Склад
До складу поселення входять такі населені пункти:
| Населений пункт            | Населення, осіб (2002) | Населення, осіб (2010) |
| -------------------------- | ---------------------- | ---------------------- |
| Ляжвершина, присілок       | 17                     | 16                     |
| Памашнур, присілок         | 83                     | 78                     |
| Ружбеляк, присілок         | 170                    | 163                    |
| Руду-Шургуял, присілок     | 91                     | 90                     |
| Солов'ї, присілок          | 23                     | 7                      |
| Середній Шургуял, присілок | 48                     | 46                     |
| Шорсола, село              | 387                    | 397                    |